# Równanie Fishera
Równanie Fishera (równanie wymiany, równanie ilościowe) – ilościowa teoria pieniądza sformułowana przez amerykańskiego ekonomistę Irvinga Fishera przyjmująca postać:
{\displaystyle M\cdot V=P\cdot Y,}
gdzie:
{\displaystyle M} – podaż pieniądza w gospodarce,
{\displaystyle V} – prędkość obrotu pieniądza,
{\displaystyle P} – poziom cen,
{\displaystyle Y} – realny produkt, czyli PKB.
Z równania wynika, że iloczyn ilości pieniądza w gospodarce {\displaystyle (M),} i prędkości obiegu pieniądza w tej gospodarce {\displaystyle (V),} równa się iloczynowi poziomu cen {\displaystyle (P),} i wielkości produkcji {\displaystyle (Y),} czyli w równaniu przyrównuje się ilość pieniądza do wartości produkcji. Jeśli więc zwiększyłaby się podaż pieniądza, to przy niezmieniającej się szybko prędkości jego obrotu i wielkości produkcji, zareaguje poziom cen i w gospodarce pojawi się inflacja.
Ponadto Fisher zajął się analizą dotyczącą zachowania się stóp procentowych w reakcji na zmiany poziomu cen. Podkreślał znaczenie rozróżniania nominalnej, oraz realnej stopy procentowej {\displaystyle (r).} Dla gospodarek z wysoką inflacją w okresie {\displaystyle t} określił zależność między obu stopami za pomocą wzoru:
{\displaystyle 1+r_{t}={\frac {1+i_{t}}{1+\pi _{t}}},}
gdzie:
{\displaystyle r_{t}} – realna stopa zwrotu z okresu {\displaystyle t} do okresu {\displaystyle t+1,}
{\displaystyle i_{t}} – nominalna stopa zwrotu,
{\displaystyle \pi _{t}} – inflacja pomiędzy okresami {\displaystyle t} oraz {\displaystyle t+1.}
Równanie to nosi nazwę pełnego równania Fishera. Na ogół wielkości te są małymi ułamkami i dlatego dobrym przybliżeniem tej relacji jest tzw. uproszczone równanie Fishera przyjmujące postać (dla krajów z niską inflacją):
{\displaystyle r_{t}\approx i_{t}-\pi _{t}.}
Zależność między obu stopami procentowymi jest ważna, gdyż ludzie ulegają iluzji pieniądza i nie zawsze znają zmieniającą się w czasie wartość pieniądza.